# Тај Нгујен (покрајина)
Тај Нгујен (виј. Thai Nguyen) је једна од 58 покрајина Вијетнама. Налази се у региону Североисток (Вијетнам). Заузима површину од 3.546,6 km². Према попису становништва из 2009. у покрајини је живело 1.123.116 становника. Главни град је Тај Нгујен.